# Philippe Grass
Philippe Grass fue un escultor francés, nacido el 6 de mayo de 1801 en Wolxheim y fallecido el 9 de abril de 1876 en Estrasburgo. Creó las estatuas de bronce del general Kléber, y del prefecto Adrien de Lezay-Marnésia, así como numerosas obras para la catedral de Estrasburgo.

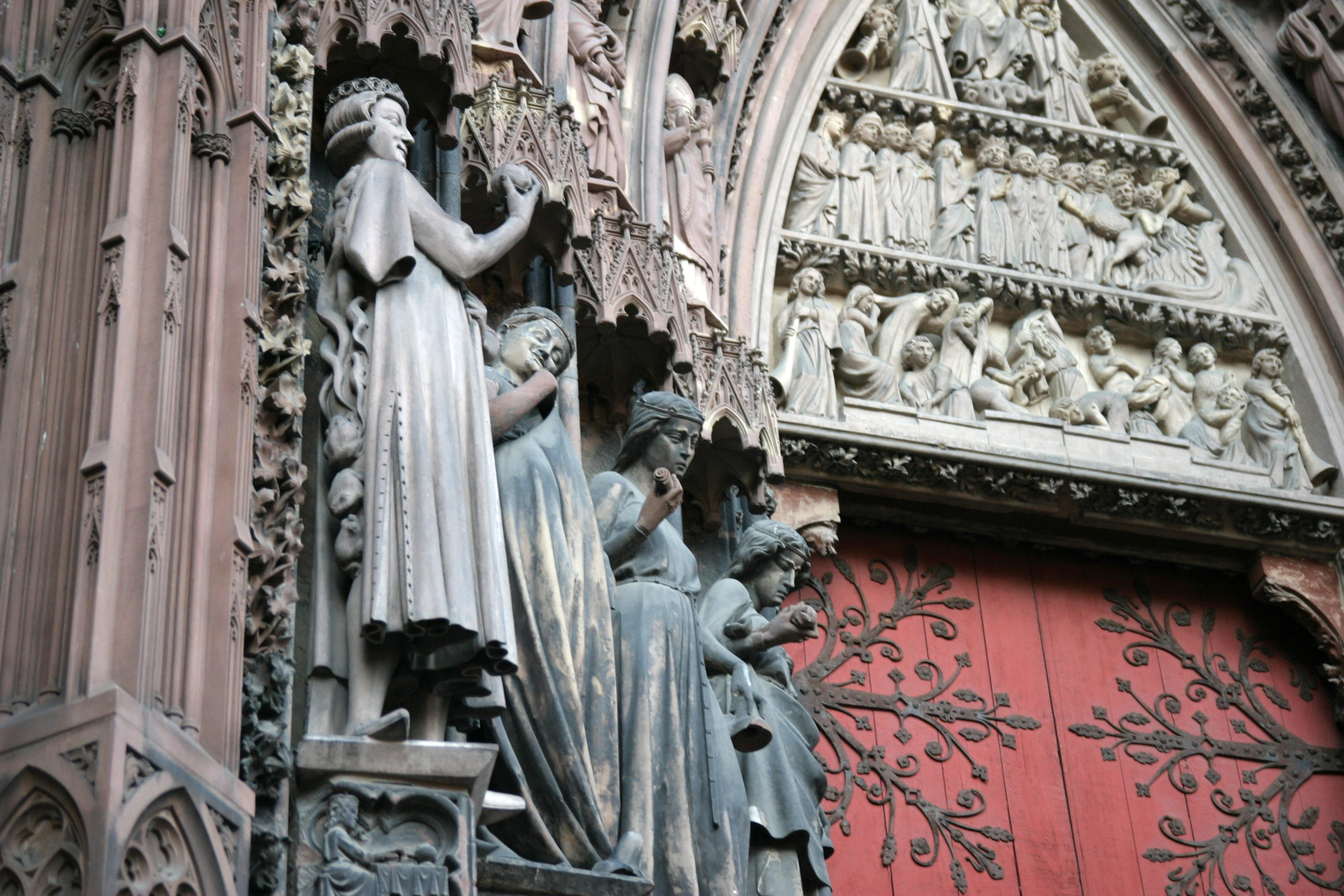
Tímpano de la catedral de Estrasburgo, con el ciclo del juicio final.

## Datos biográficos

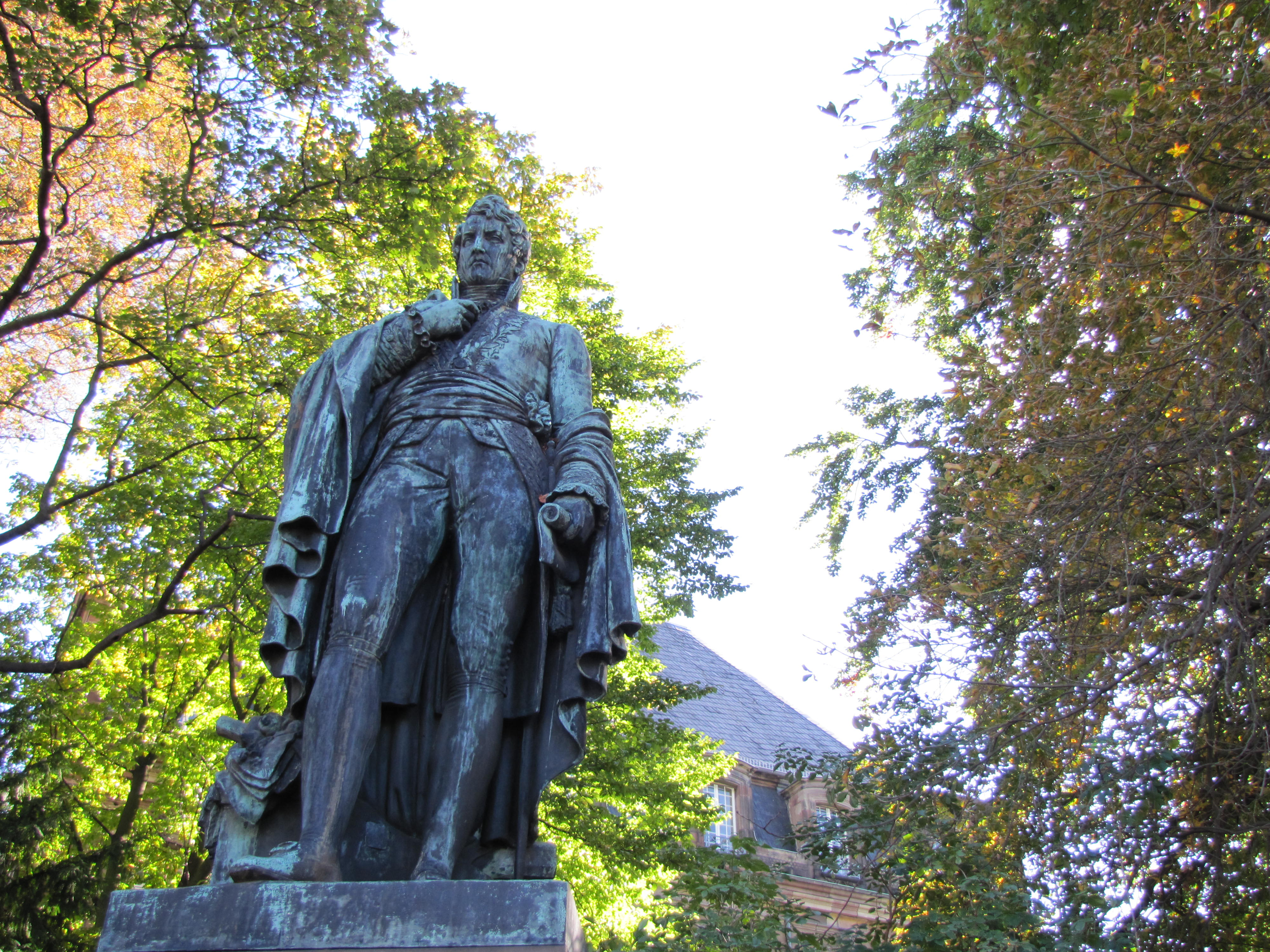
Estatua de Adrien de Lezay-Marnésia (1845), Estrasburgo.

Philippe Grass era hijo de C. Schoch (1765-1832) y L. Grass, a los que también retrató en lienzo. Esta imagen se encuentra expuesta en el antiguo monasterio cartujo en Molsheim. Su familia había residido durante generaciones en la localidad vinatera de Wolxheim. Cuando contaba dieciséis años de edad comenzó su aprendizaje con Landolin Ohnmacht y François Joseph Bosio. 

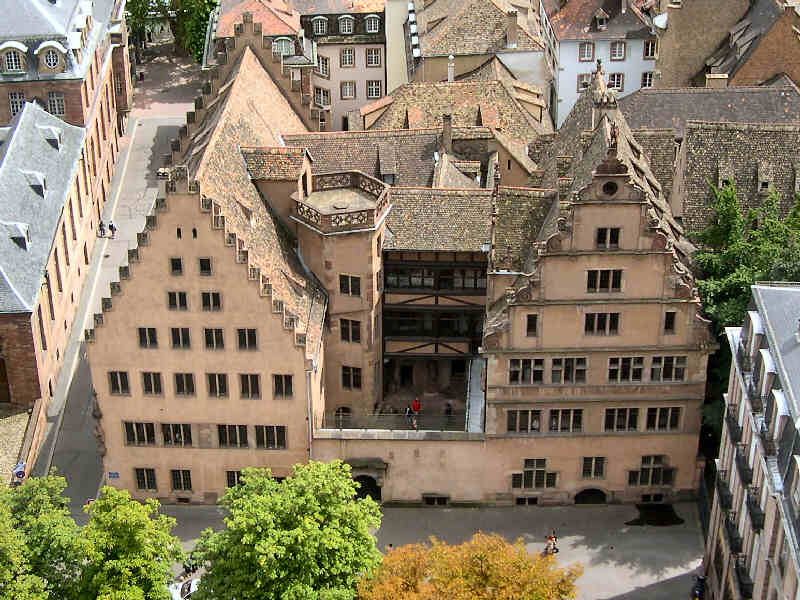
El edificio de la Obra de la Catedral en Estrasburgo.

De 1820 a 1823, se formó en la Escuela nacional superior de Bellas Artes de París. Al regresar a Alsacia, fue nombrado "escultor de la catedral de Estrasburgo" en las obras de la catedral y del edificio de la catedral (→ de:Musée de l’Œuvre Notre-Dame ), donde estuvo destinado a producir de acuerdo con los documentos antiguos, reproducciones de estatuas, que habían sido víctimas de la iconoclasia en el tiempo de la revolución.  El año 1865, fue condecorado como caballero de la Legión de Honor.

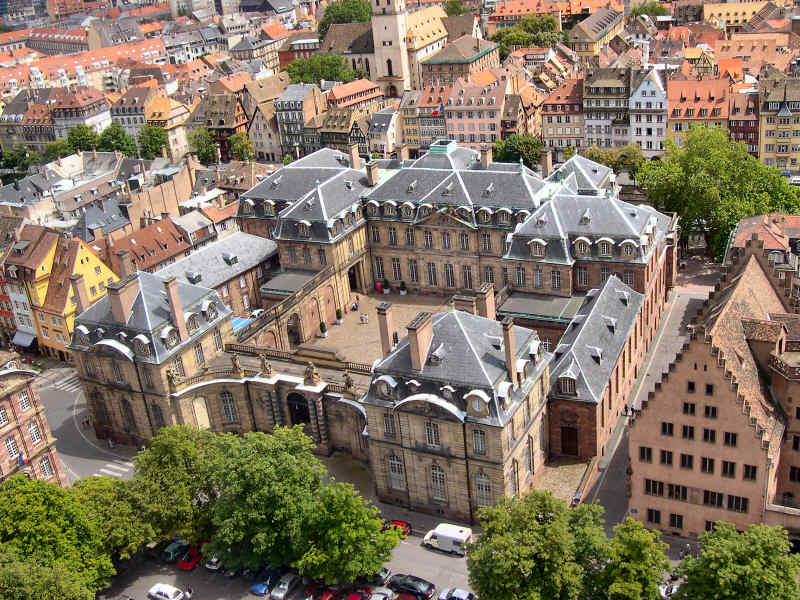
El museo de Bellas Artes de Estrasburgo.

Durante el asedio de Estrasburgo, una parte de sus obras fueron completamente destruidas, al arder el 24 de agosto de 1870 por el ataque de la artillería prusiana el Museo de Bellas Artes.
Philippe Grass falleció el 11 de  abril de 1876 en Estrasburgo, de un derrame cerebral y fue enterrado en su ciudad natal. 

## Honores
Una calle en Estrasburgo y un viñedo en Wolxheim llevan su nombre. En el museo de la Cartuja de Notre-Dame, en Molsheim, existe un espacio dedicado al escultor. 

## Obras
Entre las obras de Philippe Grass se incluyen las siguientes:
- Estatuas de bronce del general Jean-Baptiste Kléber (1840) y del prefecto del departamento del Rin y Mosela, Adrien de Lezay-Marnésia (1845) en Estrasburgo
- El Juicio Final, en la fachada de la catedral de Estrasburgo
- Ícaro extendiendo sus alas (1831), durante el asedio de Estrasburgo en 1870, trabajo perdido;
- Susana y los viejos, grupo escultórico que aborda el tema clásico, obra de 1834
- Grupo de los hijos de Níobe , tema clásico, de 1846.
- Joven campesina, ingenua "Bretagnerin" sentada en una roca, tocando huesos humanos con los pies descalzos  (1839). Inspirado en un pasaje de Souvestres LesDerniers Bretons
- Escultura Il Penseroso,[nota 2] de 1848
- Busto del ministro de Finanzas, Jean-Georges Humann
- Bustos de Louis Spach, Charles Schützenberger, Jean-Frédéric Bruch

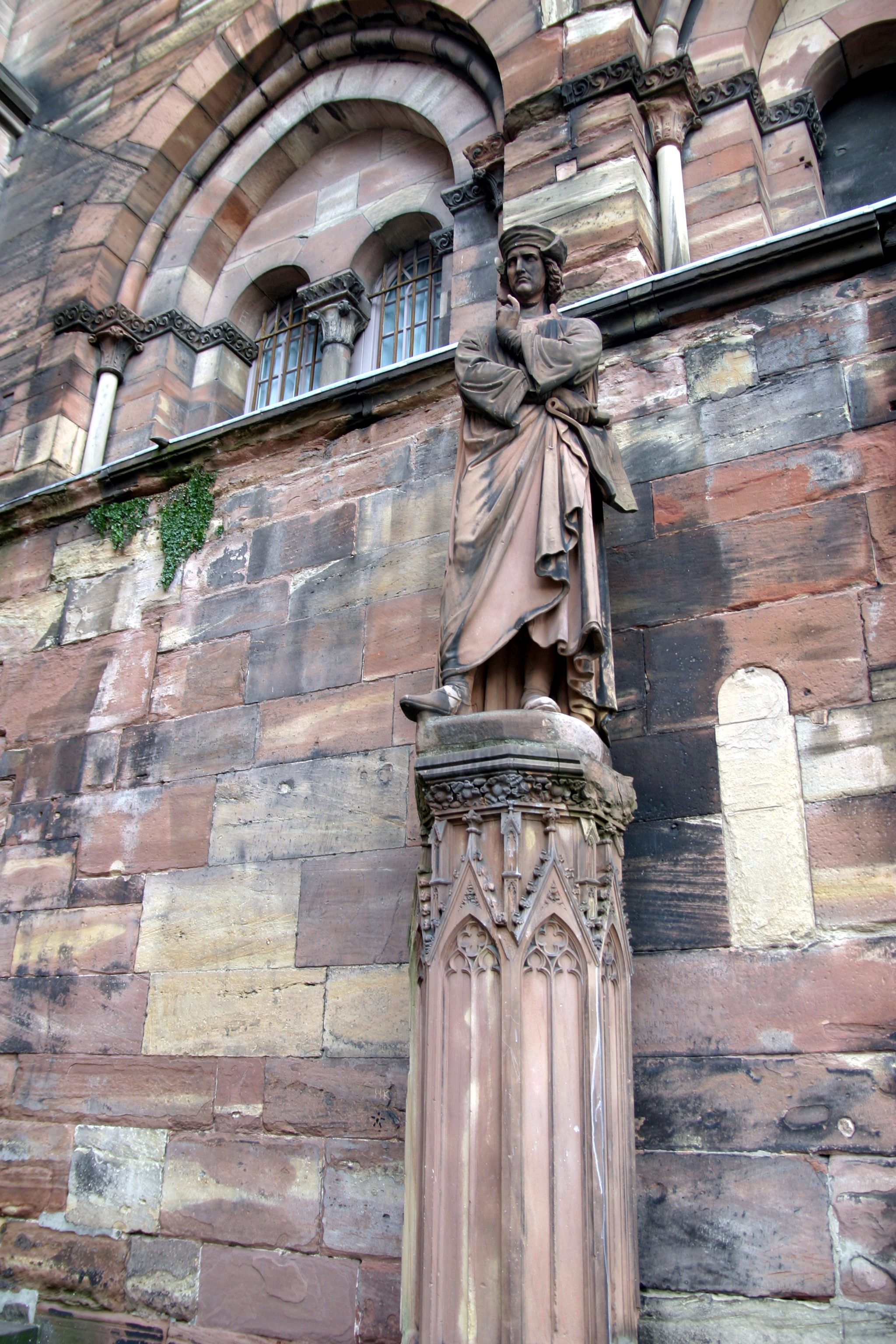
Estatua de Erwin von Steinbach en la catedral de Estrasburgo.
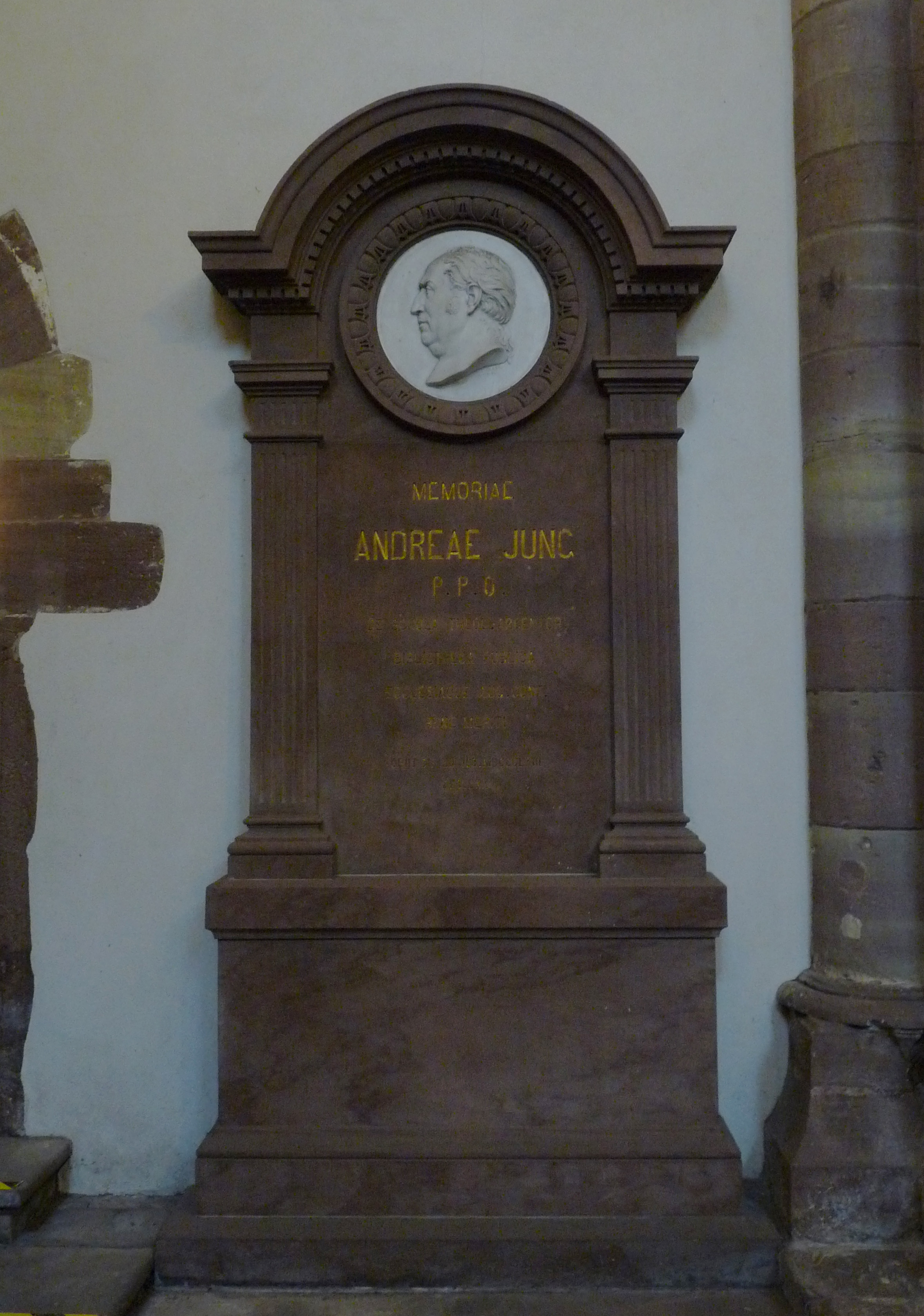
Monumento a André Jung, en la Église Saint-Thomas de Strasbourg
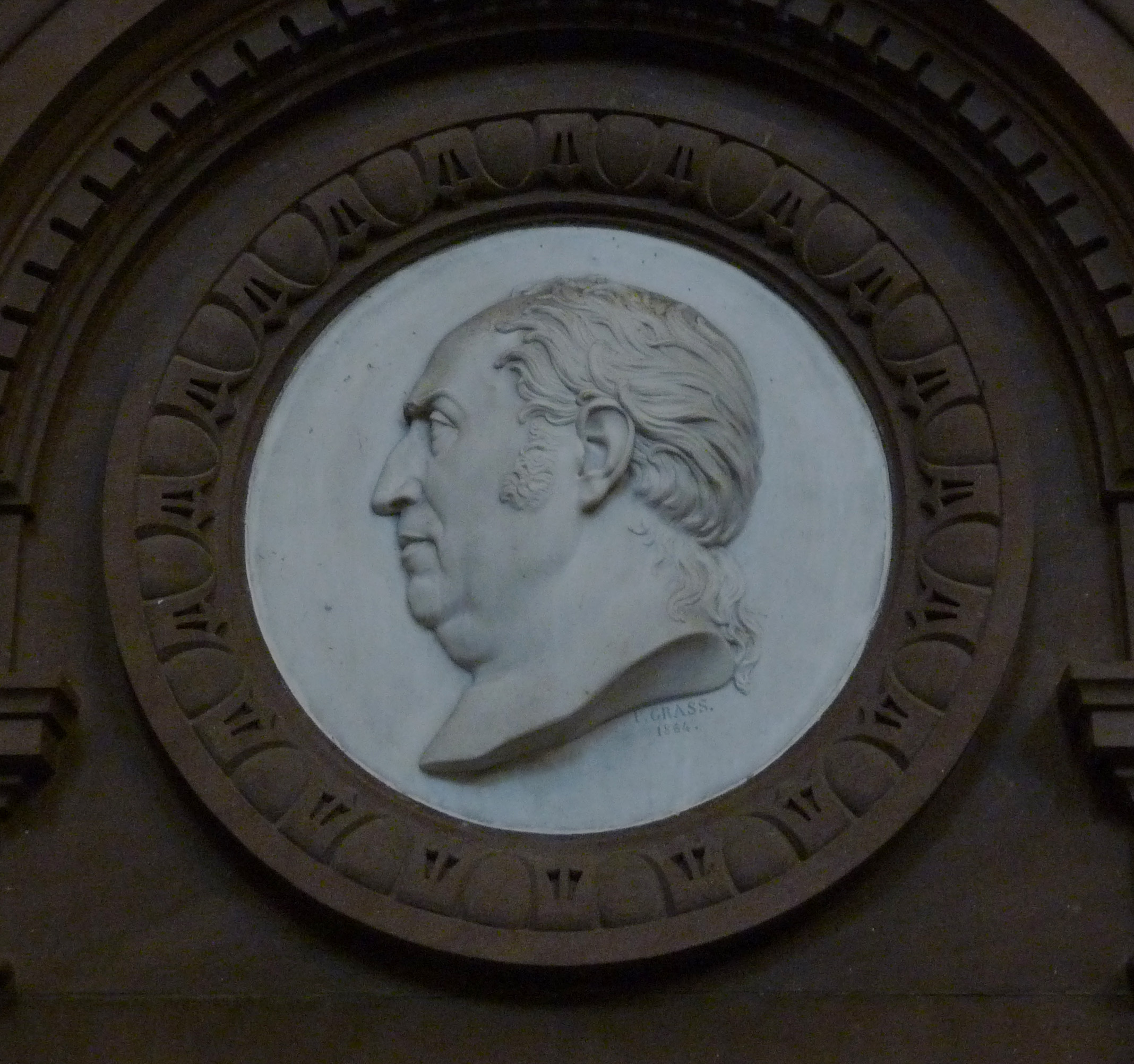
Medallón deAndré Jung.
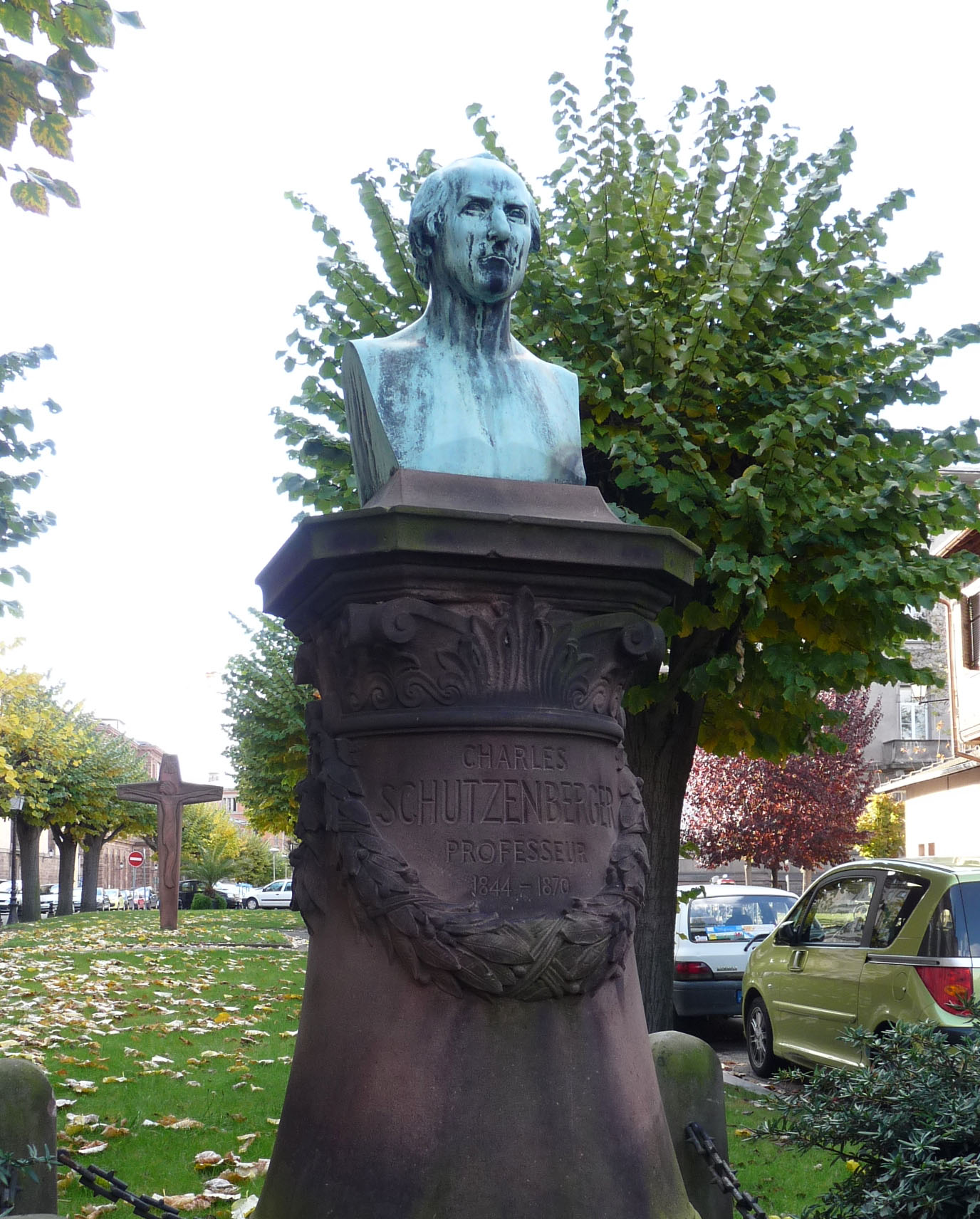
Busto de Charles Schutzenberger en Estrasburgo.
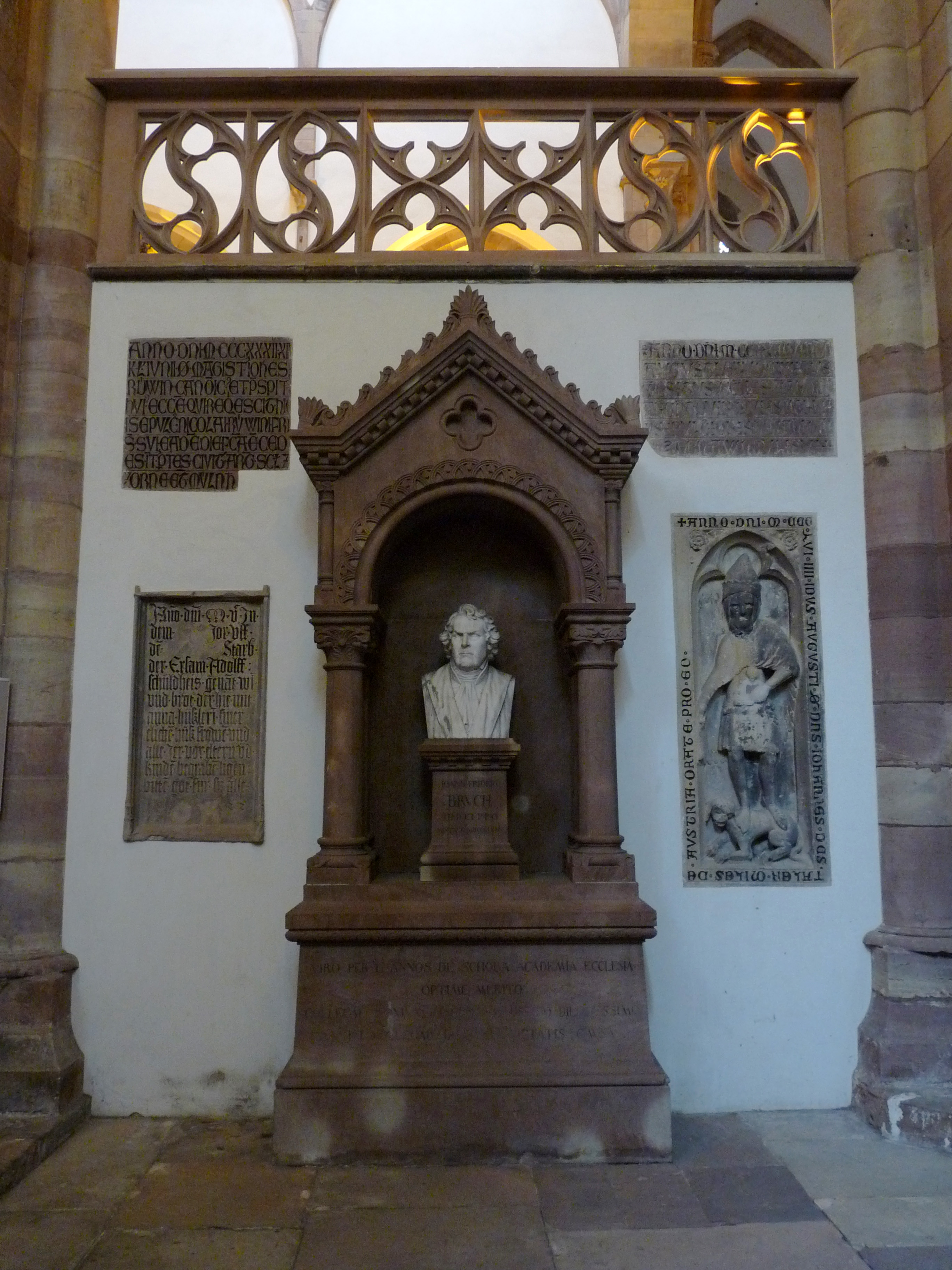
Monumento a Jean-Frédéric Bruch, en la Église Saint-Thomas de Strasbourg
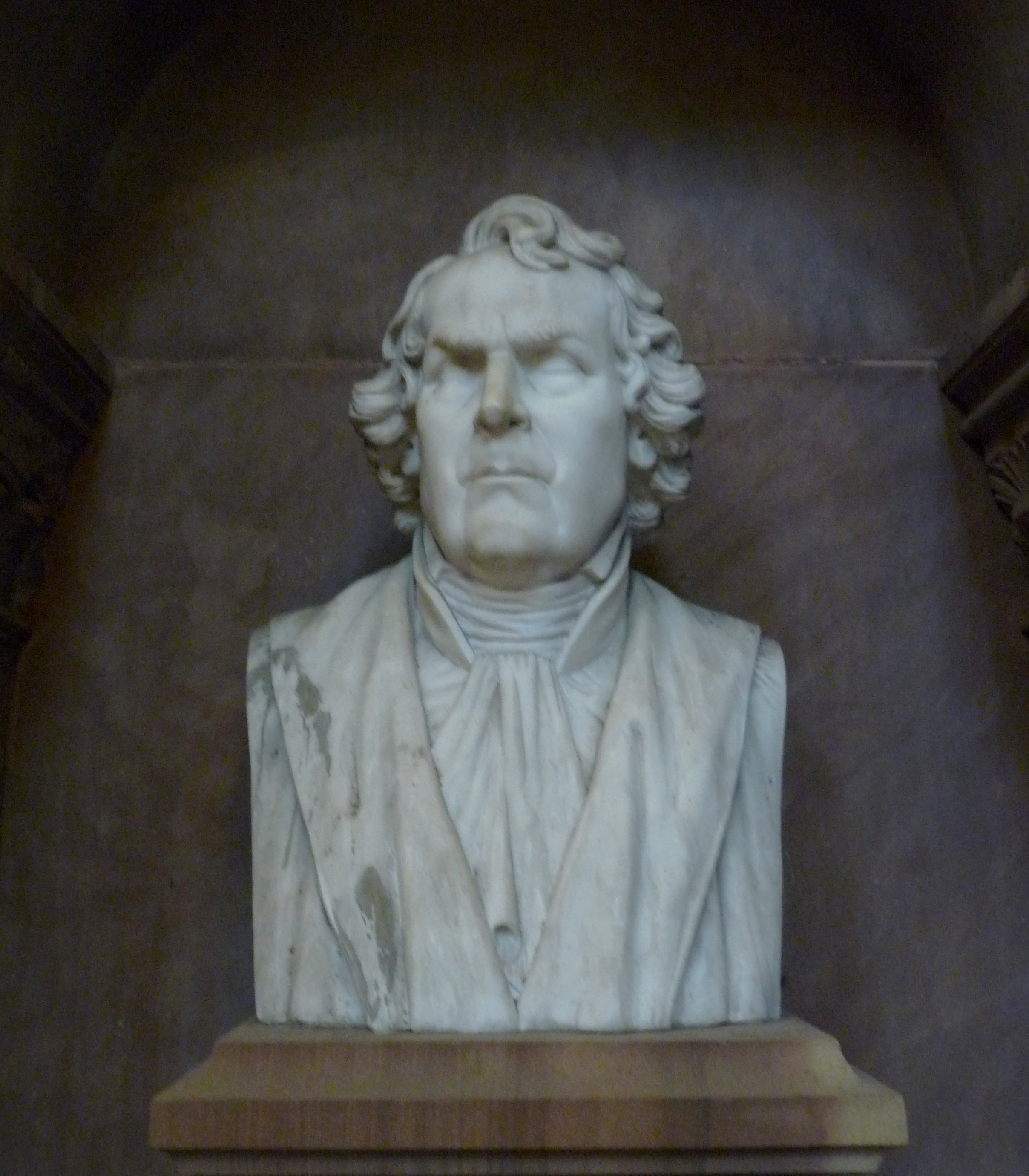
Busto de Jean-Frédéric Bruch
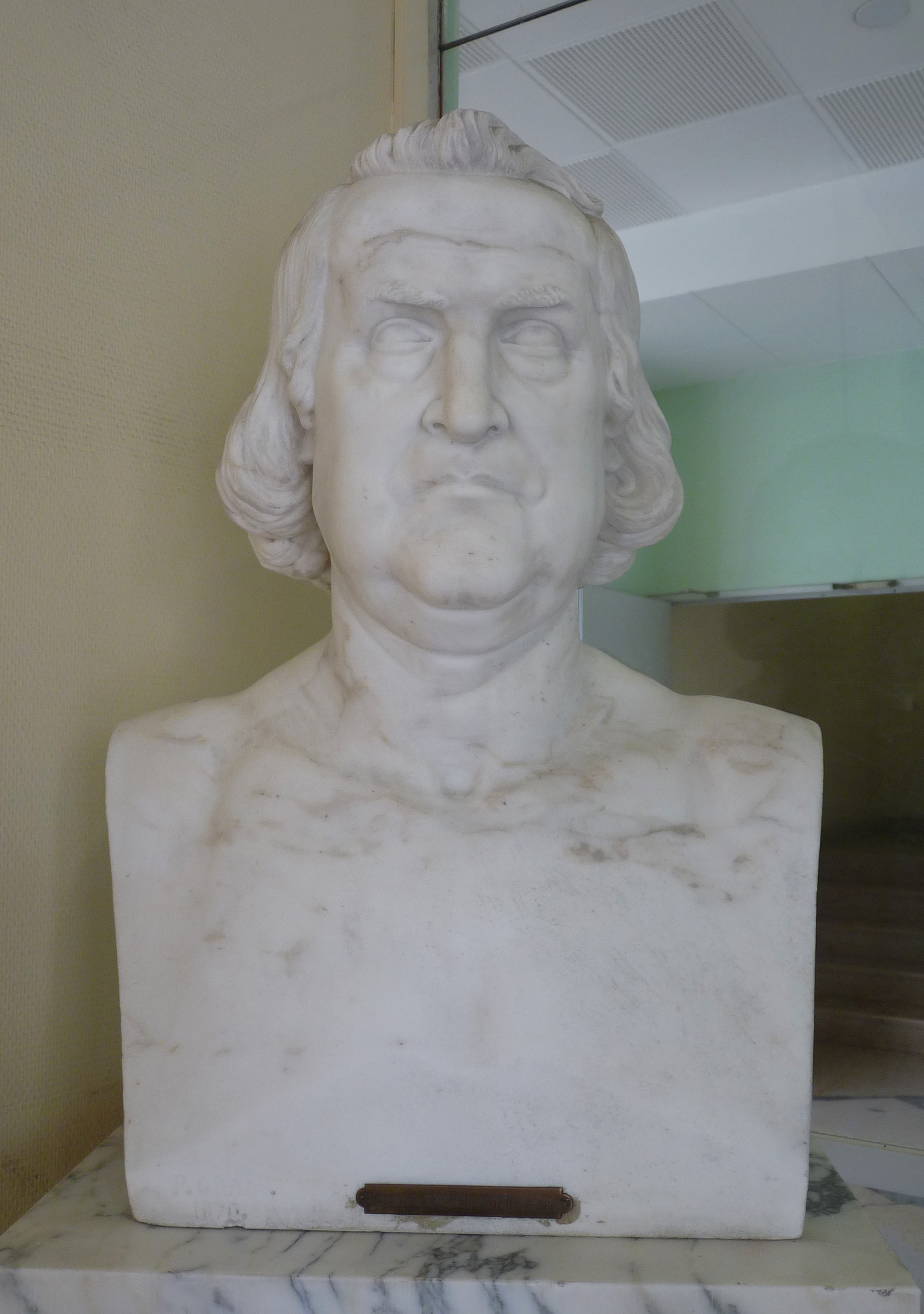
Busto de Frédéric Kirschleger , en el Instituto de Botánica de la Universidad de Estrasburgo.

 Pulsar sobre la imagen para ampliar. 